# Rynka
Rynka (tygielek) – niski, płaski rondelek, zwykle gliniany, z dwoma uchami lub rączką, czasem na trzech nóżkach, służący do duszenia i smażenia potraw mięsnych i innych.